# Ушкарасу (Аулієкольський район)
Ушкарасу́ (каз. Үшқарасу) — село у складі Аулієкольського району Костанайської області Казахстану. Входить до складу Дієвського сільського округу.
Населення — 173 особи (2021; 458 у 2009, 682 у 1999, 722 у 1989).